# Flora Sicula o Descrizione delle Piante Vascolari Spontanee o Indigenate Sicilia
Flora Sicula o Descrizione delle Piante Vascolari Spontanee o Indigenate Sicilia (abreviado Fl. Sicul. (Lojacono)) es un libro con ilustraciones y descripciones botánicas que fue escrito por el botánico y briólogo italiano Michele Lojacono-Pojero. Fue publicado en Palermo en 5 volúmenes en los años 1886-1909.

## Publicación
- Volumen nº 1(1), [1886]-1889;
- Volumen nº 1(2), 1891;
- Volumen nº 2(1), 1903;
- Volumen nº 2(2), 1904-1907;
- Volumen nº 3, 1908-1909